# Herrschaft Hingsingen

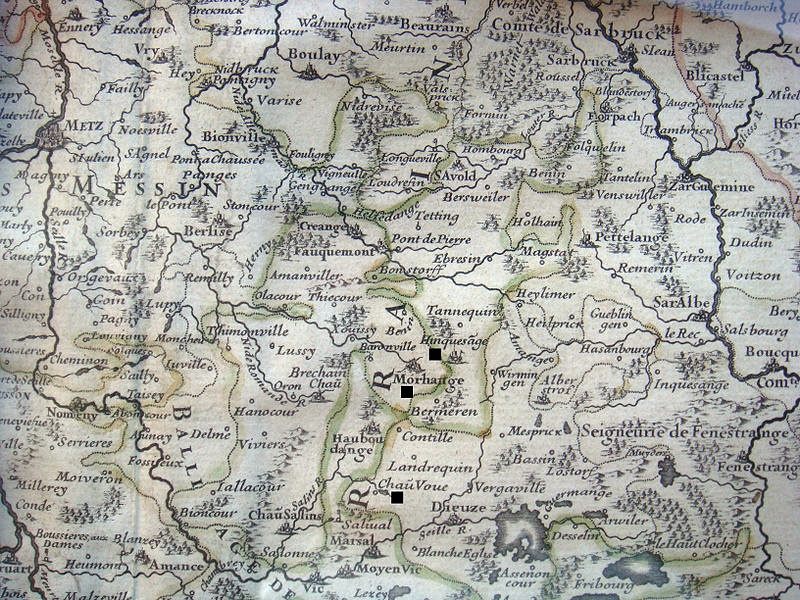
Hingsange, Morhange und Château-Voué auf der Karte des Herzogtums Lothringen nach Sanson, Paris 1700

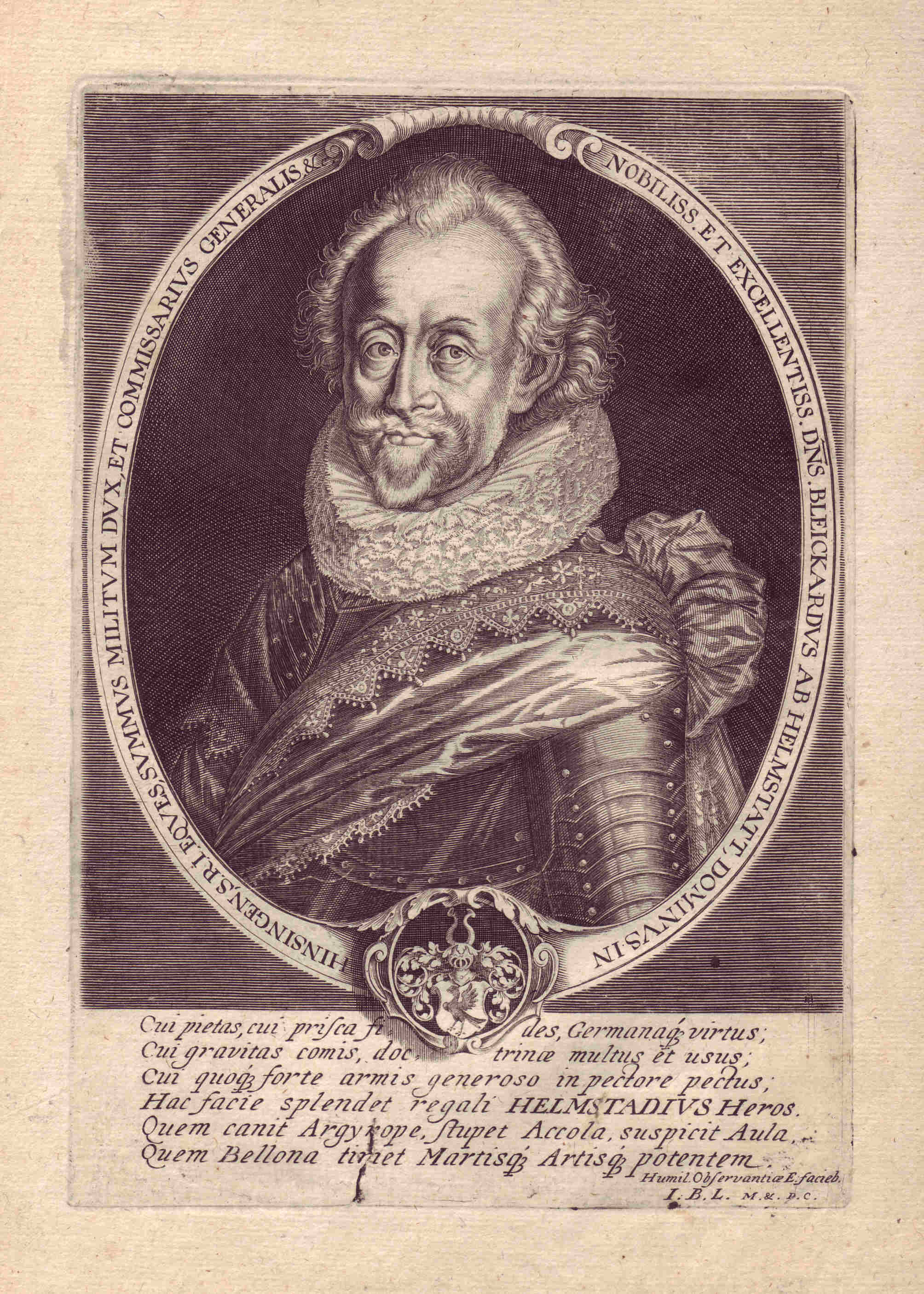
Bleickard von Helmstatt, Herr von Hingsingen (1571–1636)

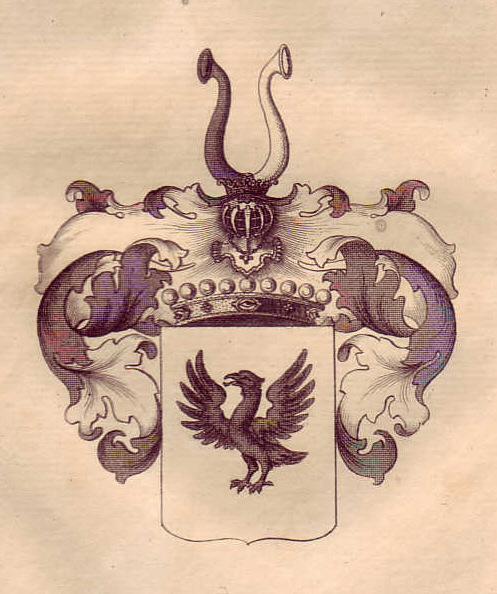
Wappen der Grafen von Helmstatt

Die Herrschaft Hingsingen (französisch Hingsange, früher Hinquezange) war eine reichsunmittelbare Herrschaft des Heiligen Römischen Reichs in Lothringen, die von den Bischöfen von Metz als Lehen empfangen und als  Erblehen ausgegeben wurde. Das Herrschaftsgebiet wurde 1552 zusammen mit dem Territorium des Bistums Metz durch das Königreich Frankreich annektiert, das sich den Besitz im  Westfälischen Frieden bestätigen lassen konnte.

## Territorium
Die Herrschaft Hingsingen zerfiel in die beiden Meiereien Bischdorf und Tänchen und umfasste die Gebiete der heutigen Gemeinden Bérig (Berg-Wintringen), Bermering (Bermeringen), Bertrange (Bertringen), Bistroff (Bischdorf), Buschdorf, Francaltroff (Freialtdorf), Grostenquin (Großtänchen), Hellimer, Léning (Leiningen) und Virming (Wirmingen). Der Hingsinger Anteil an Frey Altdorf (1/6) und Lenning (1/2) war nicht Lehen von Metz, sondern Allod. Aufgrund von wechselhaften Schreibweisen – unter anderem Hönsingen, Hungesingen, Hinsingen, Hinksingen, Hinquezange, Hingsange – wurde Hingsingen im heutigen Département Moselle manchmal mit der im heutigen Département Bas-Rhin liegenden Gemeinde Hinsingen 25 Kilometer östlich von Hingsange verwechselt.
Den Mittelpunkt der Herrschaft bildete ein Schloss, das zwei Kilometer südlich von Grostenquin stand. Eine Burg Hingsingen wurde erstmals 1266 urkundlich erwähnt. Nach der Französischen Revolution wurde die Anlage als Nationalgut verkauft und zerstört. Am gleichen Ort steht heute der Bauernhof Hingsange.

## Die Herren von Hingsingen
Die Herren von Brücken aus dem Bliesgau befanden sich seit 1242 im Besitz des Hofes zu Tänchen (Grostenquin). Seit 1307 führten sie den Titel „Herr zu Hingsingen“. Die Herrschaft wurde im späten Mittelalter unter mehreren Geschlechtern des lothringischen, elsässischen und deutschen Adels, wie zum Beispiel den Familien von Harracourt, Bayer von Boppard, Pallant, Ratsamhausen, Sötern, Eltz und Hagen, geteilt.
Im späten 15. Jahrhundert gelangte Johann von Helmstatt († 1500) durch seine Heirat mit Gertrude von Pallant in den Besitz eines Teiles der Herrschaft. Nach anderer Darstellung kam Johann von Helmstatt in den Besitz der Herrschaft, indem er sie 1493 von Peter von Saucy und Vaweiler käuflich erwarb. Die aus dem Kraichgau stammenden Herren von Helmstatt hatten bereits zuvor als Folge der Heirat seines Großvaters Damian von Helmstatt († 1466) mit Margareta Hase von Dievelich einen Teil der Herrschaft Dürkastel (Château-Voué) im heutigen Kanton Château-Salins 26 Kilometer südlich von Hingsingen an sich bringen können. Im ausgehenden 15. und 16. Jahrhundert erwarben die Herren von Helmstatt nacheinander die Anteile der anderen Hingsinger Erben und vereinigten sie wieder zu einer Herrschaft. Im 18. Jahrhundert gelang es ihnen zudem, die Herrschaft Burgaltdorf und die benachbarte Grafschaft Mörchingen (Morhange) in ihren Besitz zu bringen. Dieser Zuwachs brachte dem lothringischen Zweig der Familie die Erhebung in den lothringischen Grafenstand.
Nach Ausbruch der Französischen Revolution bemühte sich  Graf Pleickart Maximilian Augustin von Helmstatt (1728–1802) im Jahr 1792 um Anerkennung von Reichsunmittelbarkeit, emigrierte dann aber nach Deutschland. Seine Besitzungen in Lothringen wurden von der französischen Republik konfisziert und zum großen Teil als Nationalgut verkauft. Pleikart Maximilian war kinderlos geblieben und hatte schon 1773 Franz Ludwig von Helmstatt (1752–1841) aus dem Oberöwisheimer Ast der Familie adoptiert. Dieser wurde 1806 mit 2,5 Mio. Gulden für die verlorenen lothringischen Besitzungen entschädigt.